# Benedict Groeschel

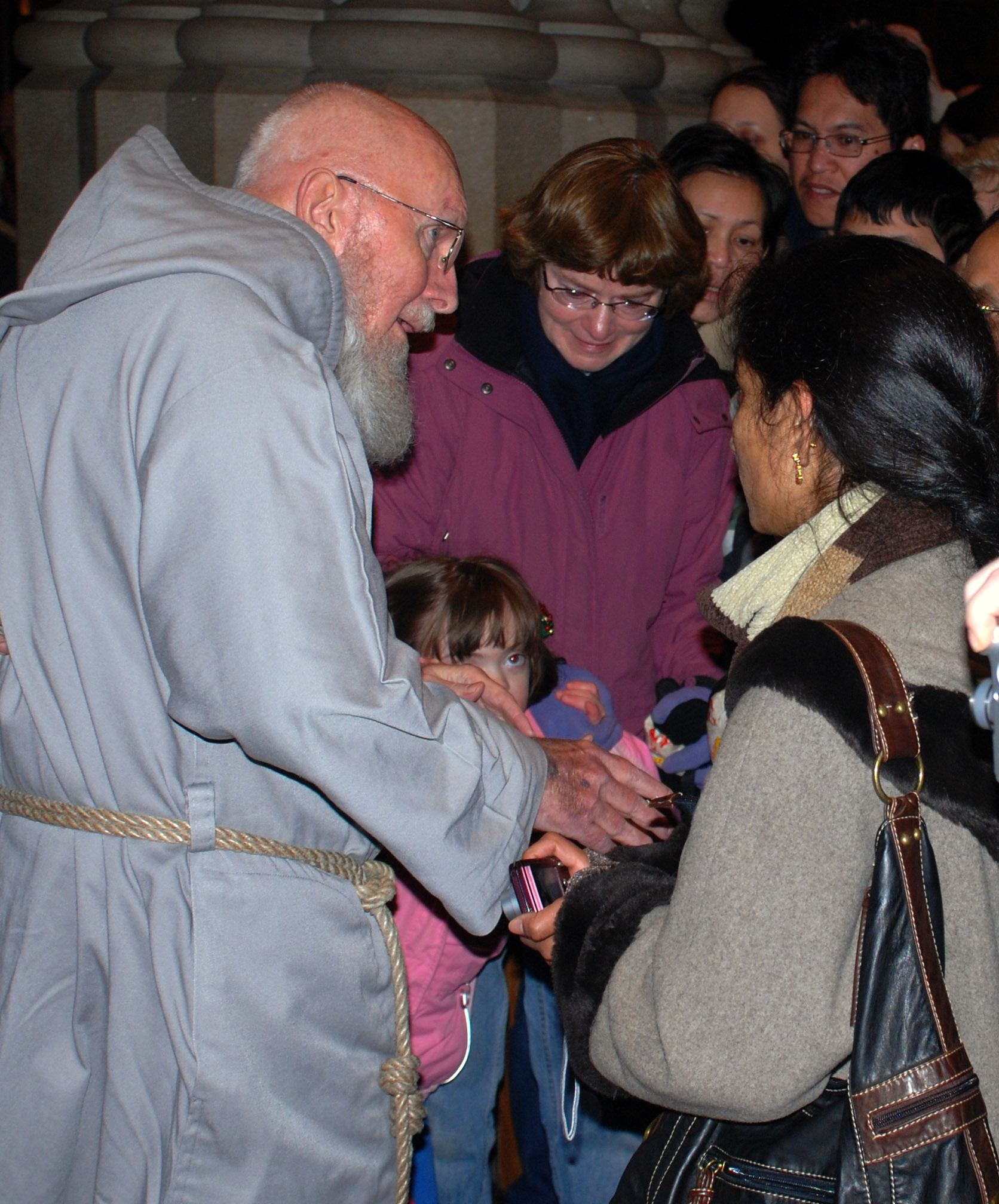
Benedict Groeschel saludando frente al belén de la catedral de San Patricio

Benedict Joseph Groeschel, CFR (Jersey City, 23 de julio de 1933 - Totowa, 3 de octubre de 2014) fue un sacerdote católico, escritor, conferencista, sociólogo, activista social y presentador del programa de televisión Sunday Night Live with Father Benedict Groeschel que se emite al aire por la cadena televisiva Eternal Word Television Network.
Criado en una familia de origen irlandés y alemán, el padre Groeschel pasó su juventud en un barrio de inmigrantes católicos y judíos en donde forjó su espíritu ecuménico y preocupado por los menos favorecidos en la sociedad. El padre de Benedict Groeschel era sobrino-nieto del cardenal Michael Logue, quien fuera el primer irlandés en ser designado cardenal por la Iglesia católica. El padre Groeschel cuenta que su decisión de hacerse religioso la tomó cuando tenía siete años de edad, luego de ver la película Blanca Nieves.
En 1951 Groeschel entró a la Orden de los Hermanos Menores Capuchinos.
En 1960 el padre Groeschel llega a Dobbs Ferry, Condado de Westchester para ser capellán del hogar para niños con problemas Children's Village. En ese mismo año se involucró en el Movimiento por los derechos civiles en Estados Unidos por cuya causa fue detenido y encarcelado en diversas oportunidades.
En 1987 el padre Groeschel abandona a los Franciscanos capuchinos para formar la Comunidad de los Frailes Franciscanos de la Renovación (CFR por su nombre en inglés Community of the Franciscan Friars of the Renewal). La nueva orden mendicante pretende regresar al auténtico espíritu de los capuchinos y se establecen en el Bronx.
El padre Groechel conoció en su juventud al reverendo Martin Luther King quien fue su inspiración. También, por más de treinta años, fue amigo de la Madre Teresa de Calcuta.